# Netzwerk
Netzwerk es un proyecto de música electrónica surgido en Italia, en 1991, en la era de la "Italo Dance". Producido por la empresa DWA (Dance World Attack), este proyecto tenía como vocalista a la cantante Sandra Chambers. Netzwerk alcanzó éxitos en las listas italianas, colocándonse rápidamente en primer lugar en ese año, con la regrabación de la canción "Send Me An Angel", originalmente grabada en 1983 por la banda new wave australiana Real Life. 
En 1993, los productores responsables del proyecto Dance lanzaron el sencillo "Breakdown" que repitió el éxito alcanzado dos años atrás en las listas musicales europeas. 
En diciembre de 1994, Netzwerk apareció nuevamente en las listas de éxito en Europa, con repercusión en varios países del mundo, con la canción "Passion". Ese "hit", sin duda alguna, fue el mayor éxito del proyecto musical, manteniéndose durante meses en los primeros puestos entre las músicas más escuchadas, no sólo en las pistas de baile, sino también en emisoras de radio. En marzo de 1995, otro gran éxito del grupo salió a la luz: "Memories". Ambas canciones (Passion y Memories), fueron interpretadas por la vocalista Simone Jackson Clark.  
Durante los dos años siguientes, Netzwerk tuvo una proyección mundial con dos canciones lanzadas en los años anteriores, hasta lanzar en 1997, la canción "Dreams", que fue producida con efectos de vocoders y altos rifs de guitarras, en una línea musical considerada como alternativa, lo que la diferenciaba de los trabajos anteriores.
- Datos: Q9049612